# Drivers eyes
Drivers eyes is een album van Ian McDonald. Het is het enige studioalbum dat McDonald als soloartiest heeft uitgegeven. Hij speelde bij King Crimson en Foreigner en kwam pas in 1999 aan dit album toe. De stijl is softrock in de trant van de rustiger nummers van Foreigner, lijkend op Waiting for a girl like you. Het album werd in eerste instantie uitgegeven door het platenlabel van Steve Hackett, Camino Records. McDonald had namelijk vlak daarvoor meegewerkt aan The Tokyo tapes van Steve Hackett. Het album is opgenomen in New York, verspreid over drie geluidsstudio's.

## Musici
- Ian McDonald – alle muziekinstrumenten behalve
- John Waite – zang (tracks 3) (ex-zanger The Babys, Bad English)
- John Wetton – zang (tracks 5) (ex-zanger King Crimson en veel andere)
- Mitch Weissman – zang (track 6) (ex-zanger musical Beatlemania)
- Lou Gramm – zang (track 8) (ex-zanger Foreigner)
- Ian Lloyd – zang (track 9)
- Gary Brooker – zang (track 11) (zanger Procol Harum)
- G.E. Smith – gitaar (tracks 2, 3, 6)
- Hugh McCracken – gitaar (tracks 4)
- Maxwell McDonald – akoestische gitaar (track 5)
- Peter Frampton –gitaar (track 9)
- Paul Ossola – basgitaar (tracks 1, 4)
- Kenny Aaronson – basgitaar (tracks 2, 3, 5, 6, 7, 8, 9, 11)
- Stephen Gosling – piano (tracks 2)
- Steve Holley – slagwerk (alle tracks, behalve 10) (ex-drummer bij Wings)
- Michael Giles – slagwerk (tracks 3, 10) (ex-drummer King Crimson)
- Steve Hackett – mondharmonica (tracks 3), gitaar (track 8) (ex-gitarist Genesis)
- Park Stickney – harp (track 7)
- Keith Underwood, Immanuel Davis – dwarsfluit
- Dan Coleman - arrangementen

## Muziek
| Nr. | Titel                                           | Duur |
| --- | ----------------------------------------------- | ---- |
| 1.  | Overture (McDonald)                             | 2:35 |
| 2.  | In your hands (McDonald, Brian Stanley)         | 4:20 |
| 3.  | You are a part of me (McDonald)                 | 5:04 |
| 4.  | Sax Fifth Avenue (McDonald)                     | 4:21 |
| 5.  | Forever and ever (McDonald, Wetton)             | 5:08 |
| 6.  | Saturday night in Tokyo (McDonald, Marc Elliot) | 2:53 |
| 7.  | Hawaii (McDonald)                               | 5;15 |
| 8.  | Straight back to you (McDonald, Gramm)          | 4:46 |
| 9.  | If I was (McDonald, Ken Leray)                  | 4:28 |
| 10. | Demimonde (McDonald)                            | 3:29 |
| 11. | Let there be light (McDonald, Pete Sinfield)    | 3:25 |